# Мёртвые души (фильм, 1909)
«Мёртвые души» (1909) — русский короткометражный немой художественный фильм Петра Чардынина, комедия в пяти сценах по мотивам одноимённой поэмы Н. В. Гоголя.

## Сюжет
Фильм бегло иллюстрирует отдельные эпизоды «Мёртвых душ».

## Актёры
- Иван Камский — Павел Иванович Чичиков
- Василий Степанов — Михаил Семёнович Собакевич
- Адольф Георгиевский — Степан Плюшкин
- Антонина Пожарская — кухарка Плюшкина, Мавра
- Пётр Чардынин — Ноздрёв
- Л. Храповицкая — дама, приятная во всех отношениях
- Александра Гончарова — дама просто приятная
- Иван Потёмкин — Петрушка

## Производство
Из воспоминаний А. А. Ханжонкова:

«Съёмки следующих картин — „Мёртвые души“ и „Женитьба“ по Гоголю — мы провели в железнодорожном клубе, где сцена была больше и лучше оборудована. Кроме того, там были большие окна, дававшие много дневного света. На него-то мы и рассчитывали.
Подготовка съёмок и репетиции были поручены одному из актёров Введенской труппы — Чардынину. Он очень быстро стал постигать разницу между театром и кино. Кроме того, он работал с таким увлечением, что сразу же расположил меня к себе. Теперь-то, казалось мне, дело в надёжных руках. Но я ошибся. Гоголевские картины вышли неудачными. Доверившись обманчивому дневному свету, мы мало применяли электрическое освещение, все негативы оказались недодержанными…»

Из воспоминаний Петра Чардынина:

«Зимой, к наступающим гоголевским празднествам, я снял отрывки из „Мёртвых душ“ и „Женитьбы“, а на весну мы готовили целый план работ и решили построить павильон. Первый павильон в Москве, на Тверской, в доме № 29. Это был первый и единственный год без конкуренции. Со следующего заработало много фирм, и все заграничные начали снимать русские сюжеты, так как наша конкуренция была им не по нутру.»

Точная дата выхода фильма на экран неизвестна. Он мог быть впервые показан на гоголевских днях (100-летие Гоголя праздновали в Москве в последней декаде марта 1909 года) и затем уйти в прокатные каталоги. Известно, что этот фильм впоследствии использовали актёры-декламаторы Ждановы, «озвучивая» его показ репликами персонажей.

## Отзывы
Из книги Неи Зоркой (2005):

В персонажах фильма добросовестно и ученически воспроизводились иллюстрации к гоголевской поэме, выполненные художниками П. Боклевским и А. Агиным — таковы несколько муляжные Коробочка, Ноздрёв, Собакевич, Плюшкин. Эти персонажи, словно бы сошедшие с книжных страниц, расположены в одной и той же театральной декорации. Мизансцены статичны, фронтальны, а в финале все герои образуют групповую композицию вокруг бюста Н. В. Гоголя… В «Мёртвых душах» забавно синтезировались влияния книжной графики, театральной мизансцены и балаганного эффекта.